# Santa Clarita Diet
Santa Clarita Diet é uma série de televisão americana de humor ácido, criada por Victor Fresco e protagonizada por Drew Barrymore e Timothy Olyphant. Ela é uma série Original Netflix.
A primeira temporada foi lançada em 3 de fevereiro de 2017, contendo 10 episódios. A primeira temporada recebeu críticas positivas, com críticos elogiando o elenco e a premissa, mas criticando o número de cenas gráficas (gore). Em 29 de março de 2017, foi anunciado que a Netflix renovou a série para uma segunda temporada, que estreou em 23 de março de 2018.
Em 8 de maio de 2018, a Netflix renovou a série para uma terceira temporada de 10 episódios que estreou em 29 de março de 2019. No dia 26 de abril de 2019, a Netflix cancelou a série após três temporadas.

## Sinopse
Sheila e Joel são marido e mulher, corretores de imóveis com vidas um pouco descontentes em Santa Clarita, no subúrbio de Los Angeles, com sua filha adolescente Abby — até que Sheila passa por uma mudança radical que leva suas vidas a um caminho de morte e destruição… Mas de um jeito bom. Depois de ter alguns problemas, Sheila acaba vomitando uma estranha bola vermelha e passa a comer apenas carne humana. Sempre apoiada pela família, Sheila embarca nessa nova jornada morta-viva, ficando cada dia mais linda e disposta com a nova dieta milagrosa.

## Elenco

### Principal
- Drew Barrymore como Sheila Hammond
- Timothy Olyphant como Joel Hammond
- Liv Hewson como Abby Hammond
- Skyler Gisondo como Eric Bemis

### Recorrente
- Ricardo Chavira como Dan Palmer
- Mary Elizabeth Ellis como Lisa Palmer
- Andy Richter como Carl Coby
- Richard T. Jones como Rick
- Joy Osmanski como Alondra
- Kaylee Bryant como Sarah
- Nathan Fillion como Gary West
- Natalie Morales como Anne Garcia
- Thomas Lennon como Principal Andrei Novak
- Ramona Young como Ramona
- Grace Zabriskie como Mrs. Bakavic
- DeObia Oparei como Loki Hayes
- Portia de Rossi como Dr. Cora Wolf
- Zachary Knighton como Paul
- Jaee Young Han como Marsha
- Matt Shively como Christian
- Goran Višnjić como Poplavić (temporada 3)
- Sydney Park como Winter

### Participação
- Patton Oswalt como Dr. Hasmedi
- Ryan Hansen como Bob Jonas
- Derek Waters como Anton
- Ravi Patel como Ryan
- Joel McHale como Chris
- Maggie Lawson como Christa
- Gerald McRaney como Ed Thune
- Leo Howard como Sven

## Produção
No dia 28 de março de 2016, foi anunciado que Drew Barrymore e Timothy Olyphant iriam protagonizar Santa Clarita Diet, nova comédia original que a Netflix prepara para o ano de 2017. Victor Fresco será o showrunner da série, que contará com Barrymore, Olyphant, Aaron Kaplan, Tracy Katsky, Chris Miller e Ember Truesdell como produtores executivos.
No dia 28 de novembro, a Netflix divulgou as primeiras imagens e a data de estreia de Santa Clarita Diet, 3 de fevereiro de 2017.

## Episódios
| Temporada | Temporada | Episódios | Episódios | Originalmente lançado  |
| --------- | --------- | --------- | --------- | ---------------------- |
|           | 1         | 10        | 10        | 3 de fevereiro de 2017 |
|           | 2         | 10        | 10        | 23 de março de 2018    |
|           | 3         | 10        | 10        | 29 de março de 2019    |

### 1.ª temporada (2017)
| N.º na série | N.º na temp. | Título Original Título no Brasil                                   | Dirigido por    | Escrito por                   | Lançamento             |
| ------------ | ------------ | ------------------------------------------------------------------ | --------------- | ----------------------------- | ---------------------- |
| 1            | 1            | "So Then a Bat or a Monkey" "Morcego ou Macaco?"                   | Ruben Fleischer | Victor Fresco                 | 3 de fevereiro de 2017 |
| 2            | 2            | "We Can't Kill People!" "Não Podemos Matar Pessoas!"               | Ruben Fleischer | Victor Fresco                 | 3 de fevereiro de 2017 |
| 3            | 3            | "We Can Kill People" "Podemos Matar Pessoas"                       | Marc Buckland   | Clay Graham                   | 3 de fevereiro de 2017 |
| 4            | 4            | "The Farting Sex Tourist" "O Turista Sexual"                       | Ken Kwapis      | Michael A. Ross               | 3 de fevereiro de 2017 |
| 5            | 5            | "Man Eat Man" "Gente Comendo Gente"                                | Marc Buckland   | Chadd Gindin                  | 3 de fevereiro de 2017 |
| 6            | 6            | "Attention to Detail" "Atenção aos Detalhes"                       | Craig Zisk      | Leila Cohan-Miccio            | 3 de fevereiro de 2017 |
| 7            | 7            | "Strange or Just Inconsiderate?" "Será Estranho ou Desrespeitoso?" | Lynn Shelton    | Ben Smith                     | 3 de fevereiro de 2017 |
| 8            | 8            | "How Much Vomit?" "Quanto Vômito?"                                 | Steve Pink      | Aaron Brownstein & Simon Ganz | 3 de fevereiro de 2017 |
| 9            | 9            | "The Book!" "O Livro!"                                             | Tamra Davis     | Sarah Walker                  | 3 de fevereiro de 2017 |
| 10           | 10           | "Baka, Bile and Baseball Bats" "Baka, Bile e Tacos de Beisebol"    | Dean Parisot    | Clay Graham                   | 3 de fevereiro de 2017 |

### 2.ª temporada (2018)
| N.º na série | N.º na temp. | Título Original Título no Brasil                      | Dirigido por   | Escrito por                   | Lançamento          |
| ------------ | ------------ | ----------------------------------------------------- | -------------- | ----------------------------- | ------------------- |
| 11           | 1            | "No Family is Perfect" "Nenhuma Família é Perfeita"   | Ken Kwapis     | Victor Fresco                 | 23 de março de 2018 |
| 12           | 2            | "Coyote in Yoga Pants" "Coiote com Calça de Ioga"     | Marc Buckland  | Michael A. Ross               | 23 de março de 2018 |
| 13           | 3            | "Moral Gray Area" "Moral Incomum"                     | Ken Kwapis     | Clay Graham                   | 23 de março de 2018 |
| 14           | 4            | "The Queen of England" "Rainha da Inglaterra"         | Adam Arkin     | Chadd Gindin                  | 23 de março de 2018 |
| 15           | 5            | "Going Pre-med" "Com Premeditação"                    | Marc Buckland  | Ben Smith                     | 23 de março de 2018 |
| 16           | 6            | "Pásion" "Paixão"                                     | Steve Pink     | Aaron Brownstein & Simon Ganz | 23 de março de 2018 |
| 17           | 7            | "A Change of Heart" "Mudando de Ideia"                | Jaffar Mahmood | Melissa Hunter                | 23 de março de 2018 |
| 18           | 8            | "Easels and War Paint" "Cavalete e Pintura de Guerra" | Steve Pink     | Caitlin Meares                | 23 de março de 2018 |
| 19           | 9            | "Suspicious Objects" "Objetos Suspeitos"              | Jamie Babbit   | Romi Barta                    | 23 de março de 2018 |
| 20           | 10           | "Halibut!" "Palavra de Pânico"                        | Marc Buckland  | Victor Fresco                 | 23 de março de 2018 |

### 3.ª temporada (2019)
| N.º na série | N.º na temp. | Título Original Título no Brasil                                             | Dirigido por   | Escrito por                   | Lançamento          |
| ------------ | ------------ | ---------------------------------------------------------------------------- | -------------- | ----------------------------- | ------------------- |
| 21           | 1            | "Wuffenloaf" "Wuffenloaf"                                                    | Marc Buckland  | Victor Fresco                 | 29 de março de 2019 |
| 22           | 2            | "Knighttime" "Cavaleiros Estão Chegando"                                     | Ken Kwapis     | Michael A. Ross               | 29 de março de 2019 |
| 23           | 3            | "We Let People Die Every Day" "Deixamos Pessoas Morrerem Todos os Dias"      | Geeta V. Patel | Clay Graham                   | 29 de março de 2019 |
| 24           | 4            | "More of a Cat Person" "Eu Prefiro Gatos"                                    | Andy Ackerman  | Ben Smith                     | 29 de março de 2019 |
| 25           | 5            | "Belle and Sebastian Protect the Head" "Belle e Sebastian Protegem a Cabeça" | Marc Buckland  | Melissa Hunter                | 29 de março de 2019 |
| 26           | 6            | "The Chicken and the Pear" "Pera na Galinha"                                 | Rebecca Asher  | Aaron Brownstein & Simon Ganz | 29 de março de 2019 |
| 27           | 7            | "A Specific Form of Recklessness" "Forma Específica de Irresponsabilidade"   | Ken Kwapis     | Caitlin Meares                | 29 de março de 2019 |
| 28           | 8            | "Forever!" "Para Sempre"                                                     | Adam Arkin     | Michael A. Ross               | 29 de março de 2019 |
| 29           | 9            | "Zombody" "Zumbidiota"                                                       | Steve Pink     | Clay Graham                   | 29 de março de 2019 |
| 30           | 10           | "The Cult of Sheila" "O Culto de Sheila"                                     | Marc Buckland  | Victor Fresco                 | 29 de março de 2019 |

## Recepção
A série recebeu críticas geralmente positivas dos críticos. No Rotten Tomatoes, a classificação da temporada é de 75%, com base em 64 avaliações, com uma avaliação média de 7.18/10. No consenso crítico do local diz, "Santa Clarita Diet serve acima de um molde excelente, de risos frequentes, e de uma premissa ajustada - mas o nível do gore não pôde ser ao gosto de todos." No Metacritic, tem 67 dos 100 pontos, com base em 30 críticos, indicando "opiniões geralmente favoráveis".